# 吉森
吉森（德語：Gießen，發音：[ˈɡiːsn̩] ⓘ）是德国黑森州吉森行政区吉森县的城市，也是吉森行政区的首府和吉森县的县治，面积72.55平方千米，2023年12月31日人口为94,996人。吉森是吉森大学的所在地。

## 友好城市
吉森与以下城市结为友好城市：
- 捷克 赫拉德茨-克拉洛韦（1990年）
- 匈牙利 格德勒（1988年）
- 以色列 内坦亚（1978年）[3]
- 義大利 费拉拉（1998年）
- 尼加拉瓜 南聖胡安（1986年）
- 英国 温彻斯特（1962年）[4]
- 美国 滑鐵盧（1981年）
- 中华人民共和国 温州市（2011年）